# Westfália
Westfália est une municipalité brésilienne de l'État de Rio Grande do Sul, Brésil. Le nom de la municipalité est tiré du nom de la région de Westphalie, en Allemagne, d'où provenaient ses premiers immigrants.

## Histoire
Westfália est fondée en 1858, avec quelques autres localités limitrophes, sous le nom de Colônia Teutônia (« colonie allemande »). En 1996, Westfália devient indépendante des autres localités, Teutônia et Imigrante, et forme une municipalité indépendante.